# Langue des signes portugaise
La langue des signes portugaise est une langue des signes utilisée par les sourds et leurs proches au Portugal. Elle est reconnue dans la Constitution portugaise depuis le 11 juillet 1999.

## Langue officielle au Portugal
La langue des signes portugaise est reconnue dans la Constitution portugaise depuis le 11 juillet 1999.